# مقاطعة كوبي
كوبي هي واحدة من ثلاث مقاطعات في إقليم وادي فيرا في منطقة تشاد. عاصمتها إريبا.